# Luigi Credaro
Pour les articles homonymes, voir Credaro.
Luigi Credaro (Sondrio, 15 janvier 1860 - Rome, 15 février 1939) est un homme politique, historien de la philosophie, pédagogue et universitaire italien.

## Biographie

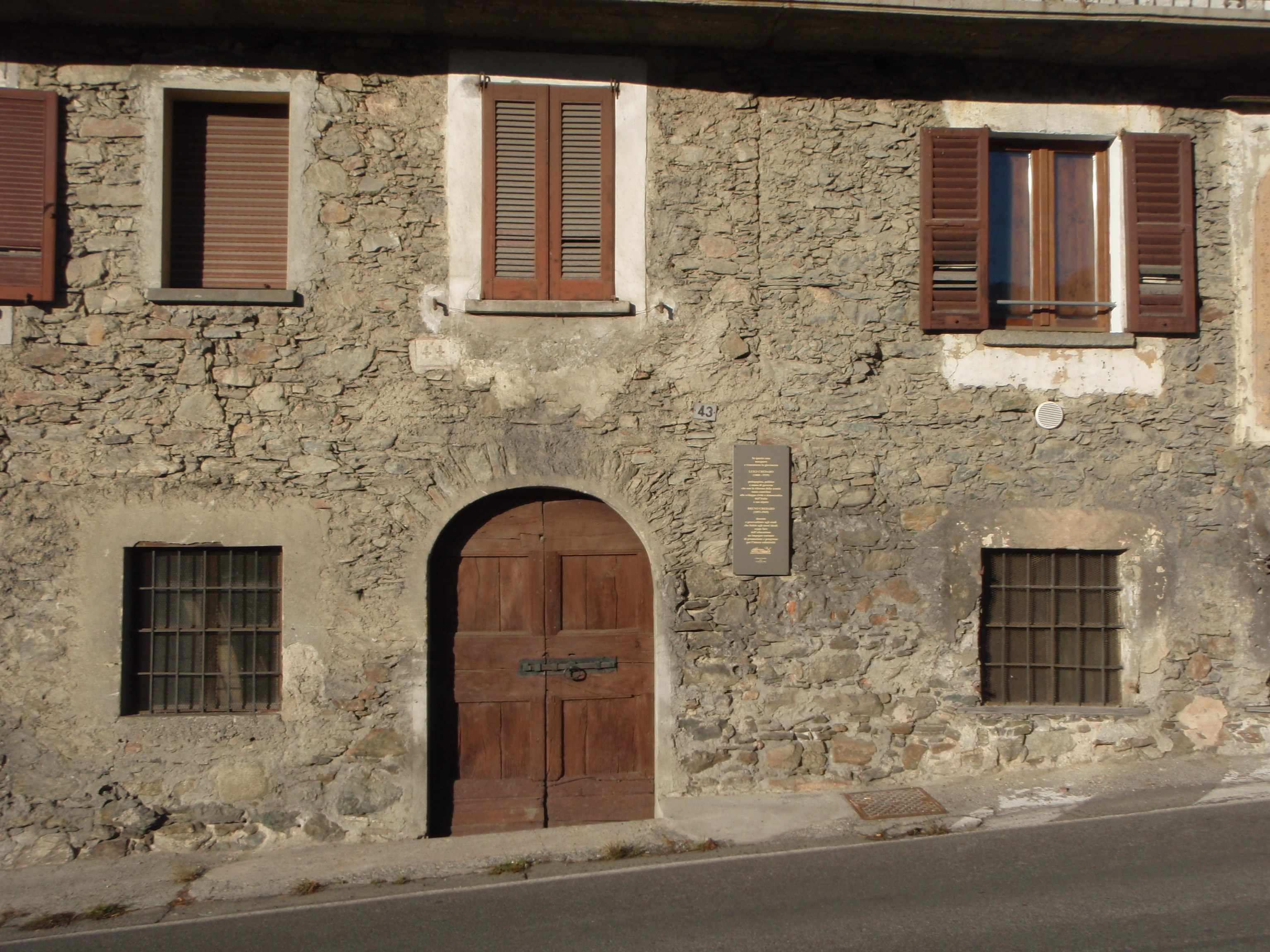
Lieu de naissance de Luigi Credaro

Diplômé en philosophie de l'université de Pavie en 1885, où il est pensionnaire du collège Ghislieri, il devient professeur de lycée. En 1889, il se rend à Leipzig pour parfaire son étude de la philosophie et de la psychologie ; il a pour professeur Wilhelm Wundt. De retour en Italie, il enseigne à Pavie, où il occupe la chaire d'histoire de la philosophie.
En 1901, il se voit confier la chaire de pédagogie à l'université de Rome « La Sapienza », où il enseigne jusqu'en 1935.
En 1907, il fonde la Rivista pedagogica. 
Il est député du parti radical (Partito Radicale Italiano) et ministre de l'Éducation du royaume d'Italie dans les gouvernements Luzzatti et Giolitti IV entre 1910 et 1914. À ce titre, il crée le Liceo moderno en 1911.
Il est le rapporteur dans la présentation de la loi du 24 décembre 1904 n° 689, qui institue les Cours de perfectionnement (Corsi di perfezionamento), ou plus communément les écoles pédagogiques, d'une durée de deux ans, en préparation à l'exercice de l'inspection ou de la direction didactique des écoles.
Il est l'inspirateur de la loi Daneo-Credaro de 1911, qui établit que les salaires des enseignants des écoles primaires doivent être supportés par le budget de l'État, et non plus par les municipalités, contribuant ainsi de manière décisive à l'élimination de l'analphabétisme en Italie. Avant cette loi, en effet, les communes rurales et pauvres, surtout dans le Sud, n'étaient pas en mesure de créer et de maintenir des écoles élémentaires, ce qui rendait inapplicable la loi Coppino de 1877 sur la scolarité obligatoire.
Il s'intéresse activement aux problèmes agricoles et forestiers de la province de Sondrio. Il publie de nombreux ouvrages, notamment sur les philosophes allemands Emmanuel Kant et Johann Friedrich Herbart.
Le 20 juillet 1919, il est nommé commissaire général civil de la Vénétie tridentine, l'autorité suprême du Trentin-Haut-Adige, qui est sur le point d'être formellement annexé à l'Italie. À ce titre, il tente une politique particulièrement conciliante envers la minorité germanophone et respectueuse de l'ordre administratif décentralisé de la région, se heurtant à plusieurs reprises à l'ultranationaliste Ettore Tolomei. Plus tard, également sous la pression des nationalistes, sa politique à l'égard de la minorité germanophone devient plus intransigeante. En témoigne ce que l'on appelle la Lex Corbino (rédigée par Credaro) sur la création d'écoles primaires dans les nouvelles provinces, qui est considérée par une partie de l'historiographie comme un instrument visant à renforcer la présence italienne surtout dans le territoire de langue mixte de la région au détriment de la minorité allemande. Néanmoins, le 5 octobre 1922, il est attaqué par une brigade d'action fasciste qui le contraint à démissionner pour laisser la place à un préfet de Trente.
Il termine sa carrière politique en marge du régime en cours de consolidation, tout en conservant son siège de sénateur.
Il est membre de la franc-maçonnerie.

### Carrière
- Professeur régent de philosophie au Liceo di [Forno] (4 décembre 1883)
- Professeur régent de philosophie au Liceo di Sondrio (25 septembre 1886-25 février 1888)
- Professeur régent de philosophie au Liceo di Lucera (15 avril 1888)
- Professeur régent de philosophie au Liceo "Umberto I" de Rome (11 septembre 1888)
- Professeur de philosophie et de pédagogie à l'Istituto superiore di magistero de Rome (15 décembre 1888)
- Professeur extraordinaire d'histoire de la philosophie à l'université de Pavie (9 novembre 1889).
- Professeur titulaire d'histoire de la philosophie à l'Université de Pavie (21 mai 1893)
- Professeur titulaire de pédagogie à l'université de Rome (7 juillet 1902-13 février 1906) (7 juin 1906-31 mars 1910) (29 mars 1914)
- Doyen de l'université de Rome (1903-1911) (1918-1920)

### Fonctions politiques et administratives
- Président du conseil provincial de Sondrio (11 septembre 1911-15 novembre 1920)
- Conseiller municipal de Pavie (1899) (1912-1919)
- Conseiller municipal de Pavie pour l'enseignement public ([1899]-1902)

### Postes et titres
- Président de l'Association nationale de la presse scolaire (1900)
- Président de la National Teacher's Union (janvier 1901)
- Fondateur et président de l'école pédagogique de Rome (1904)
- Président de l'Associazione pedagogica professionale fra gli insegnanti delle scuole normali, puis de l'Associazione nazionale per gli studi pedagogici (1907)
- Commissaire extraordinaire puis commissaire général civil de Venezia Tridentina (20 juillet 1919-31 octobre 1922)
- Membre du Conseil supérieur de l'éducation (1er juillet 1917-15 juillet 1921)
- Membre du conseil d'administration du Conseil supérieur de l'éducation (21 juillet 1917)
- Vice-président du Conseil supérieur de l'éducation (26 juillet 1917), (13 juillet 1919), (1er juillet 1921-31 août 1923)
- Membre correspondant de l'Accademia dei Lincei à Rome (22 juillet 1914)
- Membre national de l'Accademia dei Lincei à Rome (31 décembre 1922)
- Membre correspondant de la Société royale de Naples (5 février 1918)
- Membre ordinaire de la Deputazione di storia patria negli Abruzzi (1911)

## Décorations honorifiques
- Chevalier grand-croix décoré du grand cordon de l'ordre des Saints-Maurice-et-Lazare
 - Chevalier grand-croix décoré du grand cordon de l'ordre de la Couronne d'Italie

## Ouvrages littéraires
- (it) Lo scetticismo degli Accademici (Le scepticisme des universitaires), 2 volumes, Rome, Tip. alle Terme Diocleziane, 1889-1893. Rist. anastatica: Milan, Istituto editoriale cisalpino, 1985.
- (it) Il problema della libertà di volere nella filosofia dei Greci (Le problème de la liberté de la volonté dans la philosophie grecque), Milan, Tip. Bernardoni, 1892.
- (it) La pedagogia di G.F. Herbart (La pédagogie de G.F. Herbart), Turin, Paravia, 1902.
- (it) Alfonso Testa et i primordi del kantismo in Italia (Alfonso Testa et les débuts du kantianisme en Italie), Catania, Battiato, 1913.
- (it)  Guglielmo Wundt: ricordi di uno scolaro del 1887-88 (Wilhelm Wundt : souvenirs d'un écolier de 1887-88), Milan, Società Anonima Editrice Dante Alighieri, 1932.

## Source
- (it) Cet article est partiellement ou en totalité issu de l’article de Wikipédia en italien intitulé « Luigi Credaro » (voir la liste des auteurs).